# Eddyville, Iowa
Eddyville är en ort i den amerikanska delstaten Iowa med en yta av 3,1 km² och en folkmängd som uppgår till 1 064 invånare (2000). En del av orten hör till Mahaska County, ytterligare en del är belägen i Monroe County och resten finns i Wapello County.